# Johann Christoph von Schönfeldt

Wappen derer von Schönfeldt

Johann Christoph von Schönfeldt (* 6. November 1701; † 18. April 1762 in Löbnitz) war ein königlich-polnischer und kurfürstlich-sächsischer Beamter. Er war Kreishauptmann, Assessor am Oberhofgericht in Leipzig und Rittergutsbesitzer.

## Leben
Er stammte aus dem sächsischen Adelsgeschlecht von Schönfeldt und schlug eine Verwaltungslaufbahn ein. In Löbnitz im kursächsischen Amt Delitzsch erbte er den Hofteil des dortigen Rittergutes, das sich bereits seit dem Mittelalter im Familienbesitz befand. Daneben besaß er auch Döbern mit der wüsten Mark Schönfeld. Nach seinem Tod fiel das Gut Löbnitz-Hofteil an seine drei Söhne. Es blieb bis zur Enteignung 1945 im Familienbesitz.
Schönfeldt heiratete am 16. November 1728 Margarethe Sibylle Magdalene von Carlowitz (1706–1767).